# Лема Расьової — Сікорського
Лема Расьової — Сікорського — в аксіоматиці теорії множин (названа в честь Гелени Расьової та Романа Сікорського) один з основних фактів для техніки форсінга.
Використаємо визначення щільної множина та загального фільтра:
- Підмножина E частково впорядкованої множини (P, ≤) називається щільною, якщо:

{\displaystyle \forall p\in P\quad \exists e\in E:\quad e\leq p.}
- Якщо D є сімейством щільних підмножин P, тоді фільтр F в P називається D-загальним, якщо:

F ∩ E ≠ ∅ for all E ∈ D.

## Лема
Якщо p ∈ P, а D — зліченне сімейство щільних підмножин P, тоді існує D-загальний фільтр F в P, що p ∈ F.

## Доведення
Якщо D — зліченне, тоді пронумеруємо його елементи як D1, D2, ….
За визначенням щільності, існують p1 ∈ D1 :  p1 ≤ p. І так далі … ≤ p2 ≤ p1 ≤ p де pi ∈ Di.
Тоді G = { q  ∈ P: ∃ i, q ≥ pi} є D-загальним фільтром.
Ця лема є слабщою версією аксіоми Мартіна, а саме вона є MA({\displaystyle \aleph _{0}}).